# 幻想的小品集 (ラフマニノフ)
幻想的小品集（げんそうてきしょうひんしゅう、仏: Morceaux de Fantaisie, 露: Пьесы Фантазии）作品3は、セルゲイ・ラフマニノフが1892年に完成させたピアノ独奏曲集。どの楽章も性格的小品ではあっても幻想曲には分類しがたく、したがって題名は音楽形式を指していると言うよりも曲の空想的な雰囲気を反映していると言うべきであろう。幻想的小曲集と訳す場合もある。
第3曲と第5曲については、渡米後の1940年に改訂版が作られ、そのうち第3曲「メロディ」が大幅に書き換えられた。

## 楽曲

### 第1曲 悲歌（エレジー）

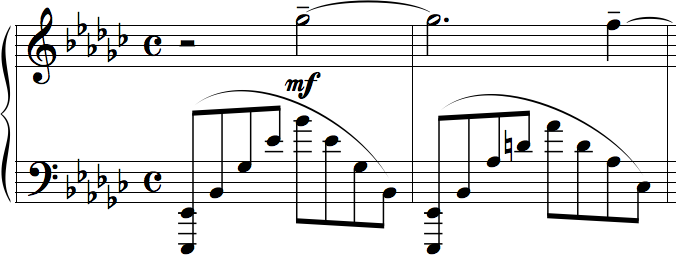
悲歌（開始部。ただし冒頭2小節は割愛）

エレジーとも訳される。原題は仏語でÉlégie（露語ではЭлегия）。モデラートの速度による変ホ短調の楽曲。三部形式。
曲集中では最も瞑想的な気分を湛えているためか、割合に緩やかなテンポで演奏されることが多い。ラフマニノフ自身のピアノロールへの録音が残されているが、楽譜と異なる部分が散見される。

### 第2曲 前奏曲

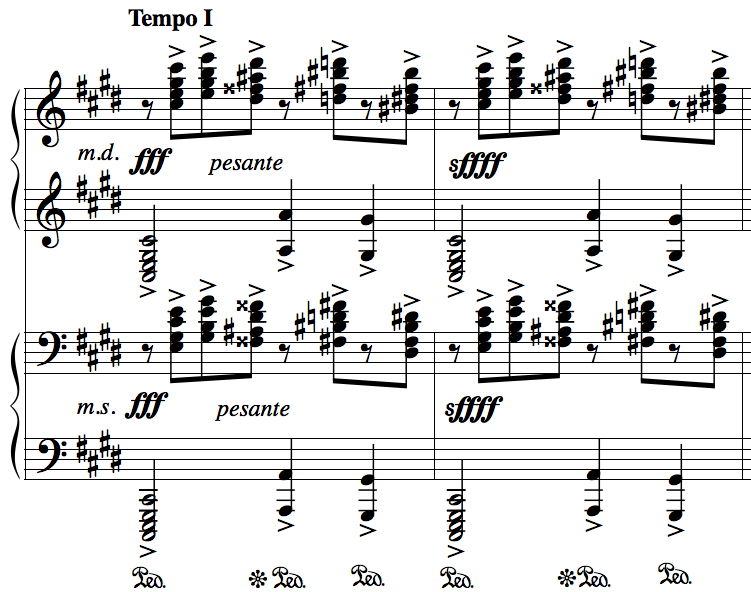
前奏曲 嬰ハ短調。再現部における有名な主題

本作の中で、というよりラフマニノフの初期作品の中で間違いなく最も有名なピアノ曲。その印象から、俗に「（モスクワの）鐘の音」などと呼ばれることもある。嬰ハ短調で、前曲に同じく三部形式で構成されている。再現部においてテクスチュアが肥大化し、印象的なクライマックスを形成する。最後の数小節における和音の移行は、ピアノ協奏曲第2番の冒頭を連想させる。原題は仏語でPrélude（露語ではПрелюдия）。

### 第3曲 メロディ
ホ長調、三部形式。アダージョ・ソステヌートで演奏される控えめな小品。原題は仏語でMélodie（露語ではМелодия）。

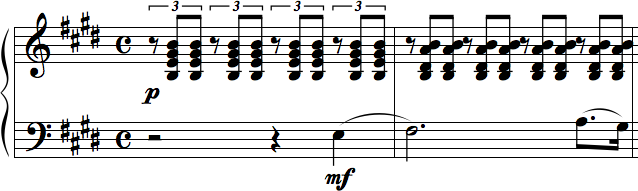
メロディ ホ長調 1892年版（曲頭）

左手がチェロのように歌い出す穏やかな旋律を、右手が三連符のリズムで伴奏して始まる。中間部は、開始主題に基づくヴァリアンテのゼクエンツにほかならず、転調の繰り返しが印象的である。再現部に入る直前にテクスチュアと音量を上げ、力強いクライマックスが形成される。
1940年版では、たゆたうような右手のアルペッジョの伴奏に導かれて、左手の旋律が始まり、和声の変更や、中間部のクライマックスとコーダにおけるカデンツァの挿入など、全般的な改変が見られる。

### 第4曲 道化役者

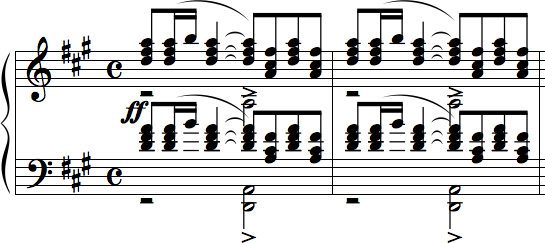
道化役者より

嬰ヘ短調、アレグロ・ヴィヴァーチェ、三部形式の小品。短いながらも頻繁な転調により、濃密な表情の変化が印象的。剽軽な曲想は「道化役者」の名に愧じない。原題は仏語でPolichinelle（露語ではПолишинель）。

### 第5曲 セレナード
変ロ短調。ワルツのリズムによるセレナーデ。短調ではあるが、チャイコフスキーの《憂鬱なセレナード》とは異なり、浮かれた気分で占められている。原題は仏語でSérénade（露語ではСеренада）。